# Аванпроект
Аванпроект — это совокупность работ, которые выполняют перед проведением опытно-конструкторских работ с целью технико-экономического обоснования целесообразности разработки продукции и путей её создания, производства и эксплуатации, а также вид исходной технической документации, содержащей обоснование разработки продукции и её показателей, исходные требования и предложения по разработке, производству и эксплуатации продукции.
Обычно на этом этапе проектирования требуется лишь ограниченное число испытаний. 
В дополнение к спецификации функций и задач рассматриваются альтернативные концепции проекта, разрабатываются и рецензируются предыдущие чертежи оборудования и описание рабочих процессов. 
В детальном проекте чертежи аванпроекта делаются более подробными, пересматриваются и доводятся.
Аванпроект по целям совпадает со стадией проектирования «Техническое предложение», поэтому, при наличии аванпроекта эта стадия не делается.